# Liu Chuang (Snookerspieler)
Liu Chuang (chinesisch 刘闯, Pinyin Liú Chuǎng, auch Lyu Chuang, * 6. Juni 1990) ist ein chinesischer Snookerspieler aus der Provinz Liaoning.

## Karriere
Liu war erst der sechste chinesische Spieler auf der Snooker Main Tour. Er trat erstmals im Jahr 2006 in Erscheinung, als er eine Wildcard für die China Open erhielt. Er verlor sein Auftaktmatch gegen Joe Swail mit 2:5. Ein Jahr später trat er erneut in der Wildcard-Runde an und schlug diesmal Andy Hicks mit 5:4. In der ersten Runde des Hauptturniers traf er auf sein Vorbild Ronnie O’Sullivan, dem er mit 1:5 unterlag.
Zur Saison 2007/08 wurde er vom asiatischen Snookerverband für die Main Tour nominiert. Seine ersten Erfolge als Profi hatte er in der Masters-Qualifikation. Er schlug Barry Pinches, Martin Gould und David Gilbert und erreichte das Viertelfinale. Daneben war er aber nur noch bei den China Open erfolgreich, wo er in Runde 3 kam. Die große Überraschung gelang ihm am Saisonende bei der Weltmeisterschaft. Als Neuling besiegte er so erfahrene Profis wie Lee Walker, Joe Delaney und David Gray und spielte dann gegen den Shanghai-Masters-Sieger Dominic Dale um den Einzug in die Finalrunde im Crucible. Obwohl Liu lange in Führung lag und bereits 9:5 führte, ging die Partie in den Entscheidungsframe. Der Chinese setzte sich knapp mit 10:9 durch. In Sheffield traf er erneut auf Ronnie O’Sullivan und konnte gegen ihn bis zum 4:4 mithalten. Am Ende verlor er aber mit 5:10 gegen den späteren Weltmeister. Insgesamt reichte es trotzdem nicht für einen Platz unter den Top 64, die sich für die nächste Saison qualifizierten. Er bekam jedoch eine Wildcard der WPBSA und blieb ein weiteres Jahr Profi. Beim ersten Weltranglistenturnier der Saison, der Northern Ireland Trophy, erreichte er Runde 3 und verlor dann gegen David Gilbert. Danach gab es aber nur Auftaktniederlagen. Nur bei der UK Championship holte er weitere Weltranglistenpunkte, als er sich unter anderem gegen Gilbert revanchierte und bis in Runde 4 kam. Nach drei weiteren Auftaktniederlagen beendete er die Saison aber lediglich auf Platz 92 und verlor seinen Profistatus.
2009/2010 trug er sich in der Pontin’s International Open Series ein, um sich wieder zu qualifizieren, er trat aber nur zweimal an und gewann nur ein Spiel. Als Wildcard-Spieler qualifizierte er sich bei den China Open mit einem 5:0 über Rory McLeod zum zweiten Mal für die letzten 32. Daneben erreichte er bei der ACBS-Snookerasienmeisterschaft das Viertelfinale, in dem er sich Yasin Merchant mit 4:5 geschlagen geben musste. Zudem stand er bei nationalen Turnieren zweimal im Finale. Da er aber auch noch Jugendspieler war, trat er auch bei der U21-Weltmeisterschaft an. Im Halbfinale verlor er dort gegen den späteren Sieger Noppon Saengkham. Bei der U21-Asienmeisterschaft erreichte er das Finale. Gegen Thanawat Tirapongpaiboon lag er bereits 4:0 und 5:1 vorne und musste noch den Ausgleich hinnehmen. Aber erneut konnte er einen wichtigen Entscheidungsframe für sich entscheiden und sich mit 6:5 den Titel sichern. Über diesen Weg gelang ihm die Wiederqualifikation für die Main Tour.
In der Saison 2010/11 stieg die Zahl der Turniere insbesondere durch die neu eingeführte Players Tour Championship enorm. Gerade bei diesen kleinen Turnieren hatte Liu einige Erfolge. 5 Mal erreichte er Runde 3 und beim vierten Turnier in Sheffield erreichte er erstmals das Viertelfinale eines Profiturniers. Danach gelang ihm auch bei einem vollwertigen Ranglistenturnier ein Erfolg: Bei der UK Championship besiegte er unter anderem Alan McManus und kam ein weiteres Mal in die 4. Runde. Neben weiteren kleineren Erfolgen stand er am Saisonende bei der Weltmeisterschaft erneut vor dem Einzug in das Hauptturnier. Diesmal behielt aber Ryan Day mit 10:7 die Oberhand. Diesmal stieß er aber in der Weltrangliste bis auf Platz 60 vor und blieb auf der Tour. Nach einem zögerlichen Start in die nächste Saison hatte er erneut bei einem PTC-Turnier seinen ersten großen Erfolg. Beim Kay Suzanne Memorial Trophy 2011 kam er wieder ins Viertelfinale. Danach folgten einige Matchsiege bei Ranglistenturnieren, aber erst bei der Snookerweltmeisterschaft 2012 kam ein weiterer Höhepunkt. Durch Siege über Rod Lawler, Jimmy White und Jamie Cope schaffte er zum zweiten Mal in seiner Karriere den Einzug in die Endrunde im Crucible. Dort war allerdings gegen Mark Williams erneut Endstation. Damit konnte er auch seinen Tourplatz halten.
Nach seiner zweiten WM-Teilnahme konnte Liu keine größeren Erfolge im Snooker mehr feiern und nahm 2014 letztmals an Qualifikationsturnieren zu Main-Tour-Events teil.
2016 trat er bei den World Chinese 8-Ball Masters in Erscheinung, wo er das Finale gegen seinen Landsmann Yang Fan erreichte, dieses jedoch nicht gewinnen konnte.